# György Ligeti
György Ligeti (hongarès: Ligeti György)  (Târnăveni, 28 de maig de 1923 - Viena, 12 de juny de 2006) fou un compositor hongarès considerat unànimement com un dels grans compositors de música instrumental del segle xx. Molts dels seus treballs són ben coneguts pels melòmans, però entre el públic en general és popular perquè la seua música ha estat utilitzada pel cèlebre director cinematogràfic Stanley Kubrick en algunes de les seues pel·lícules com ara 2001. Una odissea a l'espai, The Shining o Eyes Wide Shut.

## Biografia
Ligeti va néixer a Dicsőszentmárton (en romanès Diciosânmartin, avui anomenada Târnăveni), en la regió de Transsilvània (Romania). Dicsőszentmárton era llavors una ciutat principalment habitada per hongaresos i amb una important comunitat jueva. Ligeti recorda que el seu primer contacte amb la llengua romanesa va ocórrer un dia en escoltar una conversa entre els policies de la ciutat; una experiència incomprensible per al jove xicot. Després d'abandonar la ciutat del seu naixement, no hi va tornar fins als anys 90.
Transsilvània ha estat sempre un lloc marcat pel multiculturalisme, el que també ha influït en la diversitat de la música de Ligeti. En concret, va néixer a Tarnaveni, amb un 39% de romanesos, el 34% d'alemanys, 15% d'hongaresos i 12% de serbis. En aquella època, la regió d'Hongria havia donat a llum a una generació de grandíssims compositors. No només Ligeti, sinó que, entre els seus coetanis, Béla Bartók, György Kurtág i Iannis Xenakis eren també hongaresos. El 1929, amb sis anys, es va traslladar amb la seva família a Cluj.
Va rebre formació musical inicialment al Conservatori de Cluj/Kolozsvár, una gran ciutat en el centre de Transsilvània. La seua educació va ser interrompuda el 1943, any en què a causa de la seua condició de jueu, va ser forçat a treballar per als nazis. Per la mateixa època, els seus pares, el seu germà, i altres parents van ser deportats al camp de concentració d'Auschwitz, al que només va sobreviure la seva mare.
No li va tocar viure una època fàcil i, a partir de 1933, el nazisme va començar a estendre's per la que era l'Hongria romanesa. Així, els jueus van començar a patir una forta repressió. Per aquella època, Ligeti volia estudiar matemàtiques i física a la universitat de Cluj, però l'accés als estudis universitaris havia estat negat als jueus. Es va inscriure llavors en uns cursos de matemàtiques i física que s'impartien en una mena d'universitat improvisada per jueus. Entre 1941 i 1942, Ligeti va descobrir la música de Bartók, el que el va empènyer a abandonar els seus estudis en matemàtiques i a decidir-se definitivament per la carrera musical.
Després de la guerra, Ligeti va reprendre els seus estudis a Budapest, graduant-se el 1949. Van ser els seus mestres Pál Kadosa, Pál Járdányi, Ferenc Farkas, Zoltán Kodály i Sándor Veress. Va estudiar en el conservatori amb Farkas, des de 1941 fins a 1943. A més, els estius assistia a classes a Budapest amb Pal Kádosa. Va haver d'abandonar els seus estudis durant 1944 en ser cridat a files, però a l'any següent va tornar a reprendre a l'Acadèmia de Música de Budapest, on va estudiar amb Farkas i Veress. Ligeti considerava a Sándor Veress com un gran músic injustament poc reconegut, ja que es trobava enmig de dues generacions de compositors hongaresos d'alt renom (la generació anterior, amb Bartók i Kodály, i la posterior, amb Ligeti i Kurtág). Va fer treballs d'etnomusicologia sobre música tradicional romanesa.
A partir del 1950 va tornar a la seua vella escola a Budapest, aquesta vegada com a professor d'harmonia, contrapunt i anàlisi musical. Data d'aquesta època l'escriptura de dues obres didàctiques que es continuen fent servir en l'ensenyament musical a Hongria. Atès que les comunicacions entre Hongria i l'oest havien sigut tallades pel govern comunista, Ligeti va haver d'escoltar secretament la ràdio per tal de mantenir-se al corrent de l'evolució de la música a Europa occidental. Al desembre de 1956, dos mesos després de la sublevació hongaresa contra els soviètics, va fugir a Viena i va adquirir la ciutadania austríaca.
Allí, va poder prendre contacte amb diverses personalitats de la música avantguardista, com Karlheinz Stockhausen i Gottfried Michael Koenig, que llavors treballaven en la incipient música electrònica. Ligeti va treballar en el mateix estudi de Colònia que ells, i les noves possibilitats tècniques per a la creació de sons, van constituir per a ell una font d'inspiració. No obstant això, va produir poca música electrònica pura, altrament va concentrant-se en treballs instrumentals que sovint contenen textures electròniques.
Es va instal·lar a casa de Stockhausen durant algunes setmanes i aquest li va presentar a Koenig i a Eimert, dels que també va aprendre bastant. Passava hores discutint amb Stockhausen sobre el serialisme, la música electrònica, la música d'avantguarda i sobre tot el que havia sorgit a partir de la Segona Escola Vienesa. En general, juntament amb Ligeti, els compositors austríacs més joves també mostraven una actitud altament crítica respecte a la rigidesa del serialisme i molta de la música contemporània.
Durant aquesta etapa, Ligeti va aprendre que, si els sons musicals eren reproduïts prou ràpid, el cervell humà no arribava a percebre cada un d'aquests sons en si, sinó que els percebia en conjunt com un tot, la qual cosa va suposar un avanç considerable en la seva recerca d'una música estàtica. D'aquesta manera, per aconseguir aquest objectiu, va eliminar la sensació de pols en la seva música afegint línies melòdiques independents de velocitats diferents a un gran nombre d'intèrprets.
Per la seva banda, Ligeti va aprendre de Koenig com aconseguir que una melodia comprimida adquirís la sonoritat pròpia d'un acord de manera que, augmentant la durada de les notes d'aquesta melodia, finalment i de forma progressiva, es fessin audibles. Així, Ligeti va aplicar això a la música instrumental a través de canvis rítmics similars, el que posteriorment s'anomenaria "micropolifonía". Durant vuit anys, Ligeti va treballar amb aquesta nova tècnica, fins culminarfinalmente amb una altra de les seves obres més conegudes: Lontano. La seva obra Artikulation tot just contenia aquesta idea de "micropolifonía", encara en desenvolupament; Apparitions va aplicar aquesta tècnica com a element de transició, de canvi progressiu; Atmosphères, però, conté de forma íntegra aquest fons que es transforma de manera progressiva.
Va acudir el 1957 als Cursos d'Estiu Internacionals per a la Música Nova a Darmstadt, on va conèixer a Boulez, Luigi No-no i Pousseur. Va exercir-hi com a professor a partir de 1959.
A partir d'aquesta època, el treball de Ligeti comença a respectar-se i a gaudir d'una major difusió. En efecte, el període més reconegut de la seua obra és el que va des de la composició de Apparitions (1958-9) a Lontano (1967), encara que l'òpera, Le Grand Macabre, estrenada el 1978 també ha gaudit d'una important projecció. En anys més recents, els seus tres quaderns d'estudis per a piano s'han beneficiat d'una notable difusió gràcies als enregistraments discogràfics de grans pianistes com ara Pierre-Laurent Aimard, Fredrik Ullén, i d'altres.
Durant la dècada dels seixanta va viure sobretot el Viena, però va ser una època plena de viatges continuats.
A Atmospheres li van seguir altres obres que van trencar amb el camí anterior del compositor, ja que poc o res tenien a veure amb aquesta idea de blocs de so de transformació progressiva. Va coquetejar breument amb el moviment artístic Fluxus (per posar un exemple, el seu Poema Simfònic per a 100 metrònoms), però després, a mesura que s'endinsava en aquest corrent, es va adonar que realment el seu concepte d'art era totalment oposat al concepte d'art de Cage i altres compositors de Fluxus.
El 1973 va guanyar una plaça de professor a Hamburg, a la que va renunciar el 1989. Des dels anys 80 va patir problemes de salut, cosa que va alentir la seua activitat creadora.
A banda de la seua activitat musical, Ligeti va mostrar interès per la geometria fractal de Benoît Mandelbrot, i l'obra de Lewis Carroll i Douglas R. Hofstadter.
La música de Ligeti ha estat interpretada per tot el món. Ni més ni menys que la Simfònica de San Francisco, la Filharmònica de Nova York, la Filharmònica de Viena i el InterContemporain Ensemble han estat les encarregades d'interpretar algunes de les seves obres.
El fill de Ligeti, Lukas Ligeti, és compositor i percussionista radicat a Nova York.

## Personalitat i pensament de Ligeti
Ligeti ha tingut una personalitat clarament cosmopolita. No es considerava pertanyent a cap lloc en concret, ja que va néixer a Romania, va créixer a Hongria, era jueu (però mai va ser massa religiós ni coneixedor de la seva cultura per a considerar-se a si mateix membre de la comunitat jueva), posteriorment va aconseguir la nacionalitat austríaca, parlava diversos idiomes i va estar viatjant durant gran part de la seva vida de país en país. En part podria ser per això pel que Ligeti es considerava en contra de qualsevol mena de nacionalisme.
Les experiències que va viure durant la Segona Guerra Mundial van ser sens dubte traumàtiques per a ell. Va patir el constant antisemitisme de l'època quan ni tan sols ell mateix es concebia com a jueu; a més, el seu pare i el seu germà van morir durant la guerra.
Estava en contra d'utilitzar l'art com a instrument de qualsevol ideologia, encara que sí que manifestava la seva opinió en relació amb obres d'altres compositors, lloant, per exemple, l'obra de Schönberg, Un supervivent a Varsòvia.
Aquesta independència en la seva forma de pensar també queda reflectida en la seva música, ja que mirava la Nova Música des d'una perspectiva crítica; no es limitava a compondre sota una tècnica estricta i buscava sempre la seva pròpia veu dins d'aquesta música contemporània.

## Influències
Entre les seves influències més notòries destaquen la música clàssica d'occident, la música folklòrica europea, el jazz, l'art visual i diversos conceptes extramusicals.
El compositor que més va influir en l'obra de Ligeti va ser sens dubte Béla Bartók. Un exemple clar de la influència de Bartók sobre Ligeti es troba en la seva obra per a piano Musica ricercata, on reconstrueix el Mikrokosmos de Bartók a la seva manera; cada moviment no s'especialitza en una dificultat de l'instrument, però persegueix una certa pedagogia del timbre les possibilitats sonores. Seguint els passos de Bartók, Ligeti va explorar en profunditat la música folklòrica, ja no només d'Hongria, sinó també de la resta del món. Va rebre influències d'Hongria, de Transsilvània, de Noruega i fins i tot de l'Orient i de l'Àfrica. La influència de la música africana sobre Ligeti es veu sobretot en les seves últimes obres, on la complexitat rítmica és cada vegada més gran. Els ritmes africans no es basen en una idea mètrica, alguna cosa en comú amb Apparitions o Atmosphères (on pretenia trencar amb aquesta idea de tempo i mètrica com a tals).
Pel que fa a les arts visuals, va ser molt influït per les il·lusions òptiques.
Tenia un concepte de la música clarament sinestèsic, utilitzant conceptes com "núvols", "vidres", "aigua", "màscares africanes", "univers" o "catàstrofe" en moltes de les seves composicions. Sense anar més lluny, va utilitzar aquesta idea de "núvols" en Atmosphères, concebent-la com una gran massa de so que es mou i transforma lentament, com un núvol. A més, la dualitat espaitemps va estar molt present en tota la seva música. La seva concepció de música estàtica pretenia causar a l'oient la sensació que el temps es congelava, que la música fluïa eternament, sense principi ni final. D'altra banda, també pretenia evocar una sensació que en la seva música existia un espai; segons la intensitat, les dinàmiques més o menys fortes, el registre... es produïa una sensació de proximitat o distància.

## Sobre la música de Ligeti
Els treballs més primerencs de Ligeti són una extensió del llenguatge musical del seu paisà Béla Bartók. Per exemple, les peces per a piano Musica Ricercata (1951-53), es comparen sovint al conjunt d'obres per a piano Mikrokosmos de Bartók. Musica Ricercata consta d'onze peces en total. La primera peça utilitza quasi exclusivament la nota La en diferents octaves. Només al final de la peça se sent una altra nota (Re). La segona peça agrega una tercera nota a aquestes dues, la tercera peça agrega una quarta nota,
i així successivament, de manera que en l'onzena peça són presents les dotze notes de l'escala cromàtica.
En aquesta primera etapa de la seua carrera, Ligeti va patir la censura comunista. La desena peça de Musica Ricercata va ser prohibida per les autoritats en ser considerada "decadent". Sembla que va ser qualificada d'aquesta manera a causa del lliure ús de l'interval de segona (música) menor. Atesa la radical direcció que prenia la música de Ligeti, a penes sorprèn que sentís la necessitat d'eixir d'Hongria.
En arribar a Colònia, va començar a escriure música electrònica al costat de Karlheinz Stockhausen. Això no obstant, només va produir-ne tres treballs, incloent-hi Glissandi (1957) i Artikulation (1958), abans de tornar al treball instrumental. Però la seua música posterior rep la influència de les seues experiències electròniques, i molts dels sons que va crear contenen textures electròniques ensamblades. Aparicions (1958-59) va ser el primer treball que va cridar l'atenció. Va ser estrenat en la Festa Mundial de la Música de la Societat Internacional per a la nova Música, per l'orquestra Simfònica NDR sota la direcció d'Ernest Bour, causant sensació.
La seua següent obra, Atmosphères, va ser utilitzada, junt amb extractes de Lux Aeterna i del Rèquiem, en la banda sonora de la pel·lícula 2001: una odissea de l'espai, de Stanley Kubrick. De fet, la música va ser utilitzada sense el permís de Ligeti.
Atmosphères (1961) va ser escrita per a gran orquestra sense percussió. És considerada una obra clau en la producció de Ligeti, perquè presenta moltes de les preocupacions que després exploraria en la dècada de 1960. En aquesta obra, Ligeti abandona per complet la melodia, l'harmonia i el ritme, concentrant-se estrictament en el timbre del so, una tècnica coneguda com a massa de so. L'obra comença amb un dels majors acords cluster escrits mai; sonen simultàniament totes les notes de l'escala cromàtica en un rang de cinc octaves.
Ligeti va encunyar el terme "micropolifonia" per a la tècnica compositiva usada en Atmosphères, Aparicions i altres treballs seus de l'època. La seua definició de micropolifonía és: "La complexa polifonia de les parts individuals és palesa en un flux harmònico-musical, en el qual les harmonies no canvien sobtadament, sinó que es mesclen amb unes altres; una combinació intervàl·lica clarament recognoscible es va fent gradualment borrosa, i en aquesta nebulosa hom pot captar una nova combinació intervàl·lica prenent forma."
Segons András Batta  "Ligeti és un mestre visionari que transgredeix fronteres; desenvolupa un estil propi allunyat de la tècnica dodecafònica, caracteritzat per una polifonia (micropolifonia) molt compacta, i una combinació del ritme i l'harmonia en àrees de so. En la seua música té lloc, entre altres aspectes, una reflexió sobre tot allò que és processable i sobre el so individual en qualitat de succés." 
Ala anys 70, Ligeti va abandonar el cromatisme i va començar a concentrar-se en el ritme. Obres com ara Continuum (1970), Clocks and Clouds (Rellotges i núvols) (1972-3), van ser escrites després que Ligeti va escoltar la música de Steve Reich i Terry Riley el 1972. Fins i tot la segona de les seues Tres peces per a dos pianos, titulada "Autorretrat amb Reich i Riley (i Chopin en el fons)," confirma aquesta influència. Per altra banda, també es va interessar en diversos aspectes rítmics de la música africana, específicament la dels pigmeus.
Continuum va ser una obra fruit de l'atzar. La clavecinista d'origen suís Antoinette Vischer, que ja havia encarregat algunes obres a altres compositors com Luciano Berio, Earle Brown o Isang Yun, va proposar-li de compondre una obra per a clavicèmbal sol. Ligeti ja havia compost altres obres en les quals trobem aquest instrument dins d'una orquestra o formant part d'un conjunt (Apparitions, Requiem, Aventures o Nouvelles Aventures), però Continuum és una obra sols per a clave.
A mitjans dels anys 70 va escriure la seua primera òpera, Le Grand Macabre, una obra de teatre de l'absurd amb moltes referències escatològiques, basada en l'obra de l'escriptor belga Michel de Ghelderode Ballade du Grand Macabre, de 1934, i que no és més que una comèdia sobre la fi del món. El mateix Ligeti va declarar respecte a la música d'aquesta òpera:  "... no és atonal, però tampoc és un retorn a la tonalitat. S'aproxima a l'art pop. En certa manera és figurativa. Hi ha línies i associacions melòdiques que es manipulen com objectes. L'obra està farcida de cites de la tradició, també de pseudocites, sí, sovint de cites falses" . Le Grand Macabre es va estrenar amb gran èxit a Estocolm el 12 d'abril de 1978.
La seua música dels anys 80 i dels 90 va continuar accentuant ritmes mecànics complexos, sovint en un idioma menys dens cromàticament (amb tendència a afavorir les tríades majors i menors desplaçades i estructures polimodals). Particularment significatius són els seus Études pour piano (quadern I, 1985; quadern II, 1988-94; quadern III 1995-2001), inspirats en diverses fonts com ara el gamelan, els polirritmes africans, Bartók, Conlon Nancarrow, i Bill Evans. Altres obres notables en aquest estil són Trio per a trompes (1982), Concert per a piano i orquestra (1985-88), Concert per a violí i orquestra (1992) i els Nonsense Madrigals (Madrigals sense sentit) per a cor (1993), un dels quals està compost sobre el text de l'alfabet.
El darrer treball de Ligeti és la revisió que va fer el 2003 de l'Hamburg Concert per a trompa i orquestra de cambra (1998-99).

## Obres destacades
- Andante i Allegro per a quartet de corda (1950)
- Baladi joc per a dos violins (1950)
- Concert romanès per a orquestra (1951)
- Musica ricercata per a piano (1951-1953)
- Six Bagatelles per a quintet de vent (1953)
- Quartet de corda No. 1, Métamorphoses nocturnes (1953-54)
- Glissandi, música electrònica (1957)
- Artikulation, música electrònica (1958)
- Apparitions per a orquestra (1958-59)
- Atmosphères per a orquestra (1961)
- Volumina per a orgue (1961-62, revisat el 1966)
- Poème Symphonique pour 100 métronomes (1962)
- Rèquiem, per a soprano, mezzosoprano, cor mixt i orquestra (1963-65)
- Concert per a violoncel i orquestra(1966)
- Lux Aeterna per a 16 veus (1966)
- Aventures & Nouvelles Aventures, òpera (estrena: Stuttgart, 1966)
- Lontano per a orquestra (1967)
- Dos Estudis per a orgue (1967, 1969)
- Continuum per a clavicèmbal (1968)
- Ramifications per a 12 instruments de corda (1968-69)
- Quartet de corda No. 2 (1968)
- Deu peces per a quintet de vent (1968)
- Concert de cambra per a 13 instruments (1969-70)
- Melodien per a orquestra (1971)
- Doble Concert per a flauta, oboè i orquestra (1972)
- Clocks and Clouds per a 12 veus femenines (1973)
- San Francisco Polyphony per a orquestra (1973-74)
- Tres peces per a dos pianos (1976)
- Le Grand Macabre, òpera (1978), inspirat de l'obra La ballade du Grand Macabre de Michel de Ghelderode
- Trio per a violí, trompa i piano (1982)
- Études pour piano, primer quadern (1985)
- Concert per a piano (1985-88)
- Concert per a violí (1992)
- Études pour piano, segon quadern (1988-94)
- Hamburg Concerto per a trompa i orquestra de cambra amb 4 trompes naturals obligades (1998-99, revisat el 2003)
- Síppal, dobbal, nádihegedűvel: Weöres Sándor verseire (2000)
- Études pour piano, tercer quadern (1995-2001)

## Premis
- Grawemeyer Award de composició (Études pou Piano) (1986)
- Praemium Imperiale reconeix els mèrits d'artistes en diferents camps (1991)
- Schock Prize d'Arts Musicals (1995)
- Kyoto Award (2001)
- Polar Music Prize (2004)